# Gundelsby
Gundelsby er en landsby beliggende nord for Kappel i det østlige Angel i Sydslesvig. Administrativt hører Gundelsby under Hasselbjerg Kommune i Slesvig-Flensborg kreds i den nordtyske delstat Slesvig-Holsten. I kirkelig henseende hører landsbyen historisk til Gelting Sogn. Sognet lå i Kappel Herred (oprindeligt Ny Herred, Sønderjylland), da området tilhørte Danmark. I 1909 fik landsbyen en egen kirke.
Gundelsby er første gang nævnt 1462. Forleddet er genitiv af mandsnavnet glda. Gunnar med indskud af -l-, som også findes i falsterste og hallandske stednave (f.eks. Eskilstrup, Märkelsbäck). Personnavnet er afledt af oldnordisk guð. Landsbyen hørte tidligere under Ø (Gade) og Bukhavn godser. Med under Gundelsby hører Haberholt. I omegnen ligger Svakketorp (Svaktrup, Schwackendorf) og Kiholm (Kieholm), Stenderup, Haberholt og Kronsgaard.
Landsbyens Kristkirke blev opført i 1909 i den nordtyske hjemstavnsstil (svarende til den danske Bedre Byggeskik) med senromanske elementer. Gundelsby og Masholm danner imidlertid et fælles sogn inden for den nordtyske lutherske landskirke og blev dermed uskilt af Gelting og Kappel sogne.